# Giải quần vợt Wimbledon 2017
Wimbledon 2017 là giải quần vợt Grand Slam diễn ra tại All England Lawn Tennis and Croquet Club ở Wimbledon, London, Vương quốc Liên hiệp Anh. Vòng đấu chính thức từ 3 tháng 7 đến 16 tháng 7 năm 2017.
Giải đấu năm 2017 là lần thứ 131 Wimbledon được tổ chức, là lần thứ 50 trong Kỷ nguyên Mở và là giải Grand Slam thứ 3 trong năm. Giải diễn ra trên sân cỏ và là một phần của ATP World Tour, WTA Tour, ITF Junior Tour và NEC Tour. Giải đấu do All England Lawn Tennis Club và International Tennis Federation tổ chức.
Andy Murray là đương kim vô địch đơn nam, nhưng thua ở tứ kết trước Sam Querrey. Serena Williams không tham dự để bảo vệ danh hiệu đơn nữ vì đang mang thai.

## Giải đấu

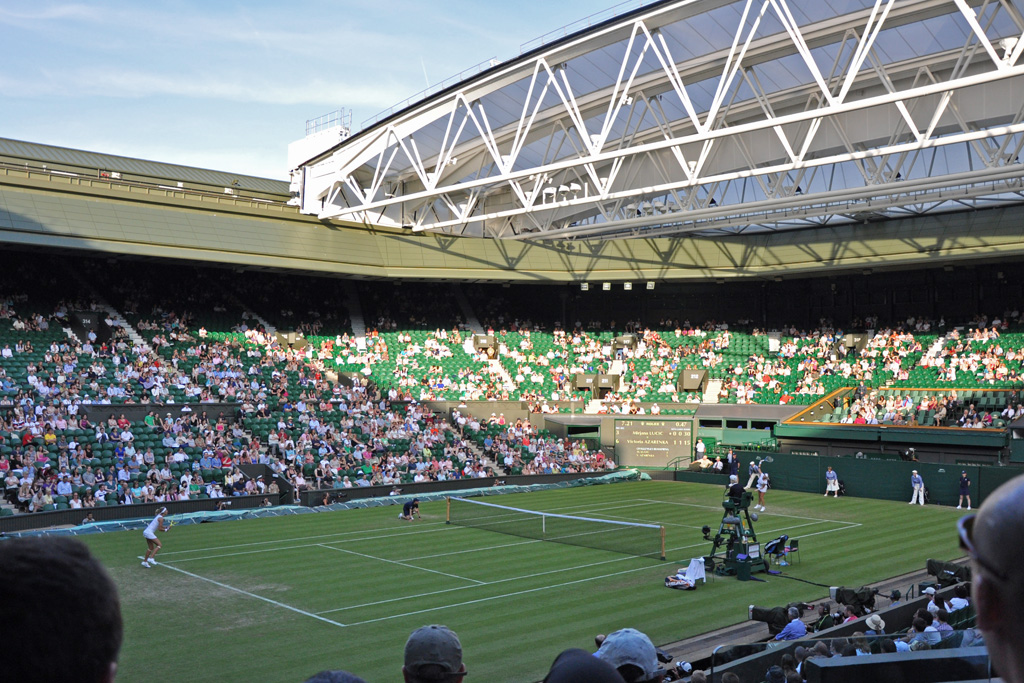
Sân trung tâm là nơi sẽ diễn ra trận chung kết Wimbledon.

Giải quần vợt Wimbledon 2017 là lần thứ 131 giải đấu được tổ chức và diễn ra tại All England Lawn Tennis and Croquet Club, Luân Đôn.
Giải đấu được điều hành bởi International Tennis Federation (ITF) và được bao gồm trong ATP World Tour và WTA Tour ở thể loại Grand Slam. Giải bao gồm các nội dung đơn nam và đơn nữ, đôi nam và đôi nữ, đôi nam nữ, nam trẻ (dưới 18 tuổi, đơn và đôi) và nữ trẻ (dưới 18 tuổi, đơn và đôi). Giải đấu chơi trên sân cỏ; Các trận đấu chính thức được thi đấu tại All England Lawn Tennis và Croquet Club, Wimbledon; các trận đấu vòng loại sẽ được tổ chức tại Khu Thể thao Ngân hàng Anh, Roehampton.

## Điểm và tiền thưởng

### Phân phối điểm
Dưới đây là bảng phân bố điểm cho từng giai đoạn của giải đấu.

#### Vận động viên chuyên nghiệp
| Sự kiện | VĐ   | CK   | BK  | TK  | 1/16 | 1/32 | 1/64 | 1/128 | Q  | Q3 | Q2 | Q1 |
| Đơn nam | 2000 | 1200 | 720 | 360 | 180  | 90   | 45   | 10    | 25 | 16 | 8  | 0  |
| Đôi nam | 2000 | 1200 | 720 | 360 | 180  | 90   | 0    | —     | 25 | —  | 0  | 0  |
| Đơn nữ  | 2000 | 1300 | 780 | 430 | 240  | 130  | 70   | 10    | 40 | 30 | 20 | 2  |
| Đôi nữ  | 2000 | 1300 | 780 | 430 | 240  | 130  | 10   | —     | —  | —  | —  | —  |

| Sự kiện | VĐ  | CK  | Vị trí thứ 3 | Vị trí thứ 4 |
| Đơn     | 800 | 500 | 375          | 100          |
| Đôi     | 800 | 500 | 100          | —            |

| Sự kiện     | VĐ  | CK  | BK  | TK  | 1/16 | 1/32 | Q  | Q2 | Q1 |
| Đơn nam trẻ | 375 | 270 | 180 | 120 | 75   | 30   | 25 | 20 | 0  |
| Đơn nữ trẻ  | 375 | 270 | 180 | 120 | 75   | 30   | 25 | 20 | 0  |
| Đôi nam trẻ | 270 | 180 | 120 | 75  | 45   | —    | —  | —  | —  |
| Đôi nữ trẻ  | 270 | 180 | 120 | 75  | 45   | —    | —  | —  | —  |

### Tiền thưởng
Tổng số tiền thưởng của Giải quần vợt Wimbledon cho năm 2017 đã được tăng lên £200,000 so với năm 2016. Nhà vô địch đơn nam và đơn nữ sẽ nhận đến £2.2m. Tiền thưởng cho đôi nam và nữ và xe lăn cũng được tăng lên cho năm 2017.
| Sự kiện       | VĐ         | CK         | BK       | TK       | 1/16     | 1/32    | 1/64    | 1/128   | Q3      | Q2     | Q1     |
| Đơn           | £2,200,000 | £1,000,000 | £500,000 | £250,000 | £130,000 | £80,000 | £50,000 | £30,000 | £15,000 | £7,500 | £4,000 |
| Đôi*          | £350,000   | £180,000   | £90,000  | £45,000  | £23,000  | £14,000 | £9,500  | —       | —       | —      | —      |
| Đôi nam nữ*   | £100,000   | £50,000    | £25,000  | £12,000  | £6,000   | £3,000  | £1,500  | —       | —       | —      | —      |
| Đơn xe lăn    | £30,000    | £15,500    | £10,500  | £8,000   | —        | —       | —       | —       | —       | —      | —      |
| Đôi xe lăn*   | £15,000    | £7,750     | £5,250   | £4,000   | —        | —       | —       | —       | —       | —      | —      |
| Đôi khách mời | £22,000    | £19,000    | £16,000  | £15,000  | £14,000  | —       | —       | —       | —       | —      | —      |

* per team

## Tóm tắt kết quả
Đơn nam
| Vô địch                   | Vô địch                | Á quân                     | Á quân                     |
| ------------------------- | ---------------------- | -------------------------- | -------------------------- |
| Roger Federer [3]         | Roger Federer [3]      | Marin Čilić [7]            | Marin Čilić [7]            |
| Thua bán kết              |                        |                            |                            |
| Sam Querrey [24]          | Sam Querrey [24]       | Tomáš Berdych [11]         | Tomáš Berdych [11]         |
| Thua tứ kết               |                        |                            |                            |
| Andy Murray [1]           | Gilles Müller [16]     | Milos Raonic [6]           | Novak Djokovic [2]         |
| Thua vòng bốn             |                        |                            |                            |
| Benoît Paire              | Kevin Anderson         | Rafael Nadal [4]           | Roberto Bautista Agut [18] |
| Alexander Zverev [10]     | Grigor Dimitrov [13]   | Dominic Thiem [8]          | Adrian Mannarino           |
| Thua vòng ba              |                        |                            |                            |
| Fabio Fognini [28]        | Jerzy Janowicz (PR)    | Jo-Wilfried Tsonga [12]    | Ruben Bemelmans (Q)        |
| Karen Khachanov [30]      | Aljaž Bedene           | Kei Nishikori [9]          | Steve Johnson [26]         |
| Albert Ramos Viñolas [25] | Sebastian Ofner (Q)    | Dudi Sela                  | Mischa Zverev [27]         |
| Jared Donaldson           | David Ferrer           | Gaël Monfils [15]          | Ernests Gulbis (PR)        |
| Thua vòng hai             |                        |                            |                            |
| Dustin Brown              | Jiří Veselý            | Pierre-Hugues Herbert      | Lucas Pouille [14]         |
| Simone Bolelli (Q)        | Nikoloz Basilashvili   | Andreas Seppi              | Daniil Medvedev            |
| Donald Young              | Thiago Monteiro        | Damir Džumhur              | Lukáš Rosol (Q)            |
| Sergiy Stakhovsky (Q)     | Peter Gojowczyk (Q)    | Radu Albot                 | Florian Mayer              |
| Mikhail Youzhny           | Andrey Rublev (Q)      | Jack Sock [17]             | Frances Tiafoe             |
| Marcos Baghdatis          | John Isner [23]        | Mikhail Kukushkin          | Dušan Lajović              |
| Gilles Simon              | Paolo Lorenzi [32]     | Steve Darcis               | Ryan Harrison              |
| Kyle Edmund               | Yūichi Sugita          | Juan Martín del Potro [29] | Adam Pavlásek              |
| Thua vòng một             |                        |                            |                            |
| Alexander Bublik (LL)     | João Sousa             | Illya Marchenko (Q)        | Dmitry Tursunov (PR)       |
| Nick Kyrgios [20]         | Rogério Dutra Silva    | Denis Shapovalov (WC)      | Malek Jaziri               |
| Cameron Norrie (WC)       | Lu Yen-hsun            | Carlos Berlocq             | Thomas Fabbiano            |
| Fernando Verdasco [31]    | Norbert Gombos         | Tommy Haas (WC)            | Stan Wawrinka [5]          |
| John Millman (PR)         | Denis Istomin          | Andrew Whittington (Q)     | Andrey Kuznetsov           |
| Ivo Karlović [21]         | Renzo Olivo            | Henri Laaksonen            | Márton Fucsovics (WC)      |
| Marco Cecchinato          | Julien Benneteau       | Marius Copil               | Andreas Haider-Maurer (PR) |
| Nicolás Kicker            | Facundo Bagnis         | Viktor Troicki             | Philipp Kohlschreiber      |
| Jan-Lennard Struff        | Nicolas Mahut          | Stefano Travaglia (Q)      | Jordan Thompson            |
| Christian Garin (Q)       | Thomaz Bellucci        | Robin Haase                | Evgeny Donskoy             |
| Diego Schwartzman         | James Ward (WC)        | Marcel Granollers          | Taylor Fritz (Q)           |
| Bernard Tomic             | Taro Daniel            | Stefanos Tsitsipas (Q)     | Alexandr Dolgopolov        |
| Vasek Pospisil            | Nicolás Jarry (Q)      | Janko Tipsarević           | Horacio Zeballos           |
| Richard Gasquet [22]      | Ričardas Berankis (PR) | Borna Ćorić                | Jérémy Chardy              |
| Daniel Brands (Q)         | Alexander Ward (Q)     | Brydan Klein (WC)          | Feliciano López [19]       |
| Thanasi Kokkinakis (PR)   | Víctor Estrella Burgos | Ernesto Escobedo           | Martin Kližan              |

Đơn nữ
| Vô địch                   | Vô địch                   | Á quân                     | Á quân                        |
| ------------------------- | ------------------------- | -------------------------- | ----------------------------- |
| Garbiñe Muguruza [14]     | Garbiñe Muguruza [14]     | Venus Williams [10]        | Venus Williams [10]           |
| Thua bán kết              |                           |                            |                               |
| Magdaléna Rybáriková (PR) | Magdaléna Rybáriková (PR) | Johanna Konta [6]          | Johanna Konta [6]             |
| Thua tứ kết               |                           |                            |                               |
| Svetlana Kuznetsova [7]   | Coco Vandeweghe [24]      | Jeļena Ostapenko [13]      | Simona Halep [2]              |
| Thua vòng bốn             |                           |                            |                               |
| Angelique Kerber [1]      | Agnieszka Radwańska [9]   | Petra Martić (Q)           | Caroline Wozniacki [5]        |
| Ana Konjuh [27]           | Elina Svitolina [4]       | Caroline Garcia [21]       | Victoria Azarenka (PR)        |
| 3rd round out             |                           |                            |                               |
| Shelby Rogers             | Sorana Cîrstea            | Timea Bacsinszky [19]      | Polona Hercog (Q)             |
| Lesia Tsurenko            | Zarina Diyas (WC)         | Alison Riske               | Anett Kontaveit               |
| Dominika Cibulková [8]    | Naomi Osaka               | Camila Giorgi              | Carina Witthöft               |
| Maria Sakkari             | Madison Brengle           | Heather Watson (WC)        | Peng Shuai                    |
| 2nd round out             |                           |                            |                               |
| Kirsten Flipkens          | Lucie Šafářová [32]       | Bethanie Mattek-Sands (WC) | Yanina Wickmayer              |
| Christina McHale          | Kristína Kučová           | Varvara Lepchenko          | Ekaterina Makarova            |
| Karolína Plíšková [3]     | Viktorija Golubic         | Denisa Allertová           | Arina Rodionova (Q)           |
| Kristina Mladenovic [12]  | Tatjana Maria             | Daria Kasatkina [29]       | Tsvetana Pironkova            |
| Jennifer Brady            | Irina-Camelia Begu        | Barbora Strýcová [22]      | Wang Qiang                    |
| Françoise Abanda (Q)      | Madison Keys [17]         | Aryna Sabalenka (Q)        | Francesca Schiavone           |
| Donna Vekić               | Kristýna Plíšková         | Ana Bogdan                 | Petra Kvitová [11]            |
| Elena Vesnina [15]        | Anastasija Sevastova [18] | Carla Suárez Navarro [25]  | Beatriz Haddad Maia (Q)       |
| 1st round out             |                           |                            |                               |
| Irina Falconi (Q)         | Misaki Doi                | Julia Boserup              | Océane Dodin                  |
| Kiki Bertens [23]         | Magda Linette             | Kateryna Bondarenko        | Ekaterina Alexandrova         |
| Jelena Janković           | Katie Boulter (WC)        | Bianca Andreescu (Q)       | Monica Puig                   |
| Lauren Davis [28]         | Annika Beck               | Alison Van Uytvanck (Q)    | Ons Jabeur (Q)                |
| Evgeniya Rodina           | Monica Niculescu          | Julia Görges               | Zhang Shuai [30]              |
| Daria Gavrilova [20]      | Risa Ozaki                | Han Xinyun                 | Anastasia Pavlyuchenkova [16] |
| Pauline Parmentier        | Sloane Stephens (PR)      | Anastasia Potapova (Q)     | Mona Barthel                  |
| Zheng Saisai              | Lara Arruabarrena         | Sara Errani                | Tímea Babos                   |
| Andrea Petkovic           | Danka Kovinić             | Naomi Broady (WC)          | Sabine Lisicki (PR)           |
| Verónica Cepede Royg      | Sara Sorribes Tormo       | Chang Kai-chen             | Elise Mertens                 |
| Aliaksandra Sasnovich     | Kurumi Nara               | Alizé Cornet               | Nao Hibino                    |
| Mirjana Lučić-Baroni [26] | Irina Khromacheva         | Mandy Minella              | Ashleigh Barty                |
| Hsieh Su-wei              | Natalia Vikhlyantseva     | Kateřina Siniaková         | Roberta Vinci [31]            |
| Jana Čepelová             | Duan Yingying             | Richèl Hogenkamp           | Johanna Larsson               |
| Anna Blinkova (Q)         | Catherine Bellis          | Maryna Zanevska            | Yulia Putintseva              |
| Eugenie Bouchard          | Markéta Vondroušová       | Laura Robson (WC)          | Marina Erakovic (Q)           |

## Tóm tắt từng ngày

### Ngày thi đấu thứ 1 (3 tháng 7)
- Hạt giống bị loại:
  - Đơn nam:  Stan Wawrinka [5],  Nick Kyrgios [20],  Ivo Karlović [21],  Fernando Verdasco [31]
  - Đơn nữ:  Mirjana Lučić-Baroni [26],  Roberta Vinci [31]
- Lịch thi đấu ngày hôm nay Lưu trữ ngày 12 tháng 7 năm 2017 tại Wayback Machine

| Trận đấu trên sân chính     | Trận đấu trên sân chính     | Trận đấu trên sân chính     | Trận đấu trên sân chính                     |
| Trận đấu trên Sân trung tâm | Trận đấu trên Sân trung tâm | Trận đấu trên Sân trung tâm | Trận đấu trên Sân trung tâm                 |
| Sự kiện                     | Người thắng trận            | Người thua cuộc             | Tỷ số                                       |
| --------------------------- | --------------------------- | --------------------------- | ------------------------------------------- |
| Vòng một đơn nam            | Andy Murray [1]             | Alexander Bublik [LL]       | 6–1, 6–4, 6–2                               |
| Vòng một đơn nữ             | Petra Kvitová [11]          | Johanna Larsson             | 6–3, 6–4                                    |
| Vòng một đơn nam            | Daniil Medvedev             | Stan Wawrinka [5]           | 6–4, 3–6, 6–4, 6–1                          |
| Trận đấu trên Sân số 1      |                             |                             |                                             |
| Sự kiện                     | Người chiến thắng           | Người thua cuộc             | Tỷ số                                       |
| Vòng một đơn nữ             | Venus Williams [10]         | Elise Mertens               | 7–6(9–7), 6–4                               |
| Vòng một đơn nam            | Rafael Nadal [4]            | John Millman [PR]           | 6–1, 6–3, 6–2                               |
| Vòng một đơn nữ             | Johanna Konta [6]           | Hsieh Su-wei                | 6–2, 6–2                                    |
| Vòng một đơn nữ             | Victoria Azarenka [PR]      | Catherine Bellis            | 3–6, 6–2, 6–1                               |
| Trận đấu trên Sân số 2      |                             |                             |                                             |
| Sự kiện                     | Người chiến thắng           | Người thua cuộc             | Tỷ số                                       |
| Vòng một đơn nam            | Jo-Wilfried Tsonga [12]     | Cameron Norrie [WC]         | 6–3, 6–2, 6–2                               |
| Vòng một đơn nữ             | Simona Halep [2]            | Marina Erakovic [Q]         | 6–4, 6–1                                    |
| Vòng một đơn nam            | Marin Čilić [7]             | Philipp Kohlschreiber       | 6–4, 6–2, 6–3                               |
| Vòng một đơn nữ             | Heather Watson [WC]         | Maryna Zanevska             | 6–1, 7–6(7–5)                               |
| Vòng một đơn nữ             | Carla Suárez Navarro [25]   | Eugenie Bouchard            | 1–6, 6–1, 6–1                               |
| Trận đấu trên Sân số 3      |                             |                             |                                             |
| Sự kiện                     | Người chiến thắng           | Người thua cuộc             | Tỷ số                                       |
| Vòng một đơn nam            | Pierre-Hugues Herbert       | Nick Kyrgios [20]           | 6–3, 6–4, bỏ cuộc                           |
| Vòng một đơn nữ             | Elina Svitolina [4]         | Ashleigh Barty              | 7–5, 7–6(10–8)                              |
| Vòng một đơn nam            | Aljaž Bedene                | Ivo Karlović [21]           | 6–7(5–7), 7–6(8–6), 6–7(7–9), 7–6(9–7), 8–6 |
| Trận đấu trên sân 18        |                             |                             |                                             |
| Sự kiện                     | Người thắng trận            | Người thua cuộc             | Tỷ số                                       |
| Vòng một đơn nữ             | Jeļena Ostapenko [13]       | Aliaksandra Sasnovich       | 6–0, 1–6, 6–3                               |

### Ngày thi đấu thứ 2 (4 tháng 7)
- Hạt giống bị loại:
  - Đơn nam:  Feliciano López [19],  Richard Gasquet [22]
  - Đơn nữ:  Anastasia Pavlyuchenkova [16],  Daria Gavrilova [20],  Kiki Bertens [23],  Lauren Davis [28],  Zhang Shuai [30]
- Lịch thi đấu Lưu trữ ngày 12 tháng 7 năm 2017 tại Wayback Machine

| Trận đấu trên các sân chính   | Trận đấu trên các sân chính | Trận đấu trên các sân chính | Trận đấu trên các sân chính |
| Trận đấu trên Sân trung tâm   | Trận đấu trên Sân trung tâm | Trận đấu trên Sân trung tâm | Trận đấu trên Sân trung tâm |
| Sự kiện                       | Người thắng trận            | Người thua cuộc             | Tỷ số                       |
| ----------------------------- | --------------------------- | --------------------------- | --------------------------- |
| Vòng một đơn nữ               | Angelique Kerber [1]        | Irina Falconi [Q]           | 6–4, 6–4                    |
| Vòng một đơn nam              | Novak Djokovic [2]          | Martin Kližan               | 6–3, 2–0, bỏ cuộc           |
| Vòng một đơn nam              | Roger Federer [3]           | Alexandr Dolgopolov         | 6–3, 3–0, bỏ cuộc           |
| Vòng một đơn nữ               | Caroline Wozniacki [5]      | Tímea Babos                 | 6–4, 4–6, 6–1               |
| Trận đấu trên Sân số 1        |                             |                             |                             |
| Sự kiện                       | Người thắng trận            | Người thua cuộc             | Tỷ số                       |
| Vòng một đơn nam              | Milos Raonic [6]            | Jan-Lennard Struff          | 7–6(7–5), 6–2, 7–6(7–4)     |
| Ladies' Singles 1st Round     | Karolína Plíšková [3]       | Evgeniya Rodina             | 6–1, 6–4                    |
| Gentlemen's Singles 1st Round | Dominic Thiem [8]           | Vasek Pospisil              | 6–4, 6–4, 6–3               |
| Trận đấu trên Sân số 2        |                             |                             |                             |
| Sự kiện                       | Người chiến thắng           | Người thua cuộc             | Tỷ số                       |
| Gentlemen's Singles 1st Round | Juan Martín del Potro [29]  | Thanasi Kokkinakis [PR]     | 6–3, 3–6, 7–6(7–2), 6–4     |
| Vòng một đơn nữ               | Agnieszka Radwańska [9]     | Jelena Janković             | 7–6(7–3), 6–0               |
| Gentlemen's Singles 1st Round | Tomáš Berdych [11]          | Jérémy Chardy               | 6–3, 3–6, 7–6(7–4), 6–4     |
| Vòng một đơn nữ               | Svetlana Kuznetsova [7]     | Ons Jabeur [Q]              | 6–3, 6–2                    |
| Trận đấu trên Sân số 3        |                             |                             |                             |
| Sự kiện                       | Người chiến thắng           | Người thua cuộc             | Tỷ số                       |
| Gentlemen's Singles 1st Round | Kyle Edmund                 | Alexander Ward [Q]          | 4–6, 6–3, 6–2, 6–1          |
| Vòng một đơn nữ               | Garbiñe Muguruza [14]       | Ekaterina Alexandrova       | 6–2, 6–4                    |
| Gentlemen's Singles 1st Round | Alexander Zverev [10]       | Evgeny Donskoy              | 6–4, 7–6(7–3), 6–3          |
| Vòng một đơn nữ               | Kristina Mladenovic [12]    | Pauline Parmentier          | 6–1, 6–3                    |

### Ngày thi đấu thứ 3 (5 tháng 7)
- Hạt giống bị loại:
  - Đơn nam:  Lucas Pouille [14]
  - Đôi nam:  Jean-Julien Rojer /  Horia Tecău [9],  Feliciano López /  Marc López [11]
  - Đơn nữ:  Petra Kvitová [11],  Elena Vesnina [15],  Madison Keys [17],  Anastasija Sevastova [18],  Barbora Strýcová [22],  Carla Suárez Navarro [25]
  - Đôi nữ: Gabriela Dabrowski /  Xu Yifan [10],  Eri Hozumi /  Miyu Kato [16][3]
- Lịch thi đấu Lưu trữ ngày 12 tháng 7 năm 2017 tại Wayback Machine

| Trận đấu trên sân chính     | Trận đấu trên sân chính     | Trận đấu trên sân chính     | Trận đấu trên sân chính      |
| Trận đấu trên Sân trung tâm | Trận đấu trên Sân trung tâm | Trận đấu trên Sân trung tâm | Trận đấu trên Sân trung tâm  |
| Sự kiện                     | Người chiến thắng           | Người thua cuộc             | Tỷ số                        |
| --------------------------- | --------------------------- | --------------------------- | ---------------------------- |
| Vòng hai đơn nữ             | Johanna Konta [6]           | Donna Vekić                 | 7–6(7–4), 4–6, 10–8          |
| Vòng hai đơn nam            | Andy Murray [1]             | Dustin Brown                | 6–3, 6–2, 6–2                |
| Vòng hai đơn nam            | Rafael Nadal [4]            | Donald Young                | 6–4, 6–2, 7–5                |
| Trận đấu trên Sân số 1      |                             |                             |                              |
| Sự kiện                     | Người chiến thắng           | Người thua cuộc             | Tỷ số                        |
| Vòng hai đơn nam            | Kei Nishikori [9]           | Sergiy Stakhovsky [Q]       | 6–4, 6–7(7–9), 6–1, 7–6(8–6) |
| Vòng hai đơn nữ             | Venus Williams [10]         | Wang Qiang                  | 4–6, 6–4, 6–1                |
| Vòng hai đơn nữ             | Simona Halep [2]            | Beatriz Haddad Maia         | 7–5, 6–3                     |
| Trận đấu trên Sân số 2      |                             |                             |                              |
| Sự kiện                     | Người chiến thắng           | Người thua cuộc             | Tỷ số                        |
| Vòng hai đơn nữ             | Heather Watson [WC]         | Anastasija Sevastova [18]   | 6–0, 6–4                     |
| Vòng hai đơn nam            | Jo-Wilfried Tsonga [12]     | Simone Bolelli [Q]          | 6–1, 7–5, 6–2                |
| Vòng hai đơn nam            | Marin Čilić [7]             | Florian Mayer               | 7–6(7–2), 6–4, 7–5           |
| Vòng hai đơn nữ             | Madison Brengle             | Petra Kvitová [11]          | 6–3, 1–6, 6–2                |
| Trận đấu trên Sân số 3      |                             |                             |                              |
| Sự kiện                     | Người chiến thắng           | Người thua cuộc             | Tỷ số                        |
| Vòng hai đơn nữ             | Victoria Azarenka [PR]      | Elena Vesnina [15]          | 6–3, 6–3                     |
| Vòng hai đơn nam            | Aljaž Bedene                | Damir Džumhur               | 6–3, 3–6, 6–3, 6–3           |
| Vòng hai đơn nam            | Jerzy Janowicz [PR]         | Lucas Pouille [14]          | 7–6(7–4), 7–6(7–5), 3–6, 6–1 |
| Vòng hai đơn nữ             | Camila Giorgi               | Madison Keys [17]           | 6–4, 6–7(10–12), 6–1         |

### Ngày thi đấu thứ 4 (6 tháng 7)
- Hạt giống bị loại:
  - Đơn nam:  Jack Sock [17],  John Isner [23],  Juan Martín del Potro [29],  Paolo Lorenzi [32]
  - Đôi nam:
  - Đơn nữ:  Karolína Plíšková [3],  Kristina Mladenovic [12],  Daria Kasatkina [29],  Lucie Šafářová [32]
  - Đôi nữ:  Abigail Spears /  Katarina Srebotnik [6],  Raquel Atawo /  Jeļena Ostapenko [11],  Kiki Bertens /  Johanna Larsson [14][4]
- Lịch thi đấu Lưu trữ ngày 14 tháng 7 năm 2014 tại Wayback Machine

| Trận đấu trên các sân chính   | Trận đấu trên các sân chính                   | Trận đấu trên các sân chính                   | Trận đấu trên các sân chính |
| Trận đấu trên Centre Court    | Trận đấu trên Centre Court                    | Trận đấu trên Centre Court                    | Trận đấu trên Centre Court  |
| Sự kiện                       | Người chiến thắng                             | Người thua cuộc                               | Tỷ số                       |
| ----------------------------- | --------------------------------------------- | --------------------------------------------- | --------------------------- |
| Vòng hai đơn nam              | Gaël Monfils [15]                             | Kyle Edmund                                   | 7–6(7–1), 6–4, 6–4          |
| Vòng hai đơn nữ               | Magdaléna Rybáriková [PR]                     | Karolína Plíšková [3]                         | 3–6, 7–5, 6–2               |
| Gentlemen's Singles 2nd Round | Roger Federer [3]                             | Dušan Lajović                                 | 7–6(7–0), 6–3, 6–2          |
| Matches on No. 1 Court        |                                               |                                               |                             |
| Event                         | Winner                                        | Loser                                         | Score                       |
| Gentlemen's Singles 2nd Round | Novak Djokovic [2]                            | Adam Pavlásek                                 | 6–2, 6–2, 6–1               |
| Gentlemen's Singles 2nd Round | Dominic Thiem [8]                             | Gilles Simon                                  | 5–7, 6–4, 6–2, 6–4          |
| Ladies' Singles 2nd Round     | Angelique Kerber [1]                          | Kirsten Flipkens                              | 7–5, 7–5                    |
| Trận đấu trên Sân số 2        |                                               |                                               |                             |
| Event                         | Winner                                        | Loser                                         | Score                       |
| Gentlemen's Singles 2nd Round | Grigor Dimitrov [13]                          | Marcos Baghdatis                              | 6–3, 6–2, 6–1               |
| Ladies' Singles 2nd Round     | Agnieszka Radwańska [9]                       | Christina McHale                              | 5–7, 7–6(9–7), 6–3          |
| Gentlemen's Singles 2nd Round | Milos Raonic [6] vs. Mikhail Youzhny          | Milos Raonic [6] vs. Mikhail Youzhny          |                             |
| Ladies' Singles 2nd Round     | Tsvetana Pironkova vs. Caroline Wozniacki [5] | Tsvetana Pironkova vs. Caroline Wozniacki [5] |                             |
| Matches on No. 3 Court        |                                               |                                               |                             |
| Sự kiện                       | Người chiến thắng                             | Người thua cuộc                               | Tỷ số                       |
| Ladies' Singles 2nd Round     | Svetlana Kuznetsova [7]                       | Ekaterina Makarova                            | 6–0, 7–5                    |
| Ladies' Singles 2nd Round     | Svetlana Kuznetsova [7]                       | Ekaterina Makarova                            | 6–0, 7–5                    |
| Gentlemen's Singles 2nd Round | Ernests Gulbis [PR]                           | Juan Martín del Potro [29]                    | 6–4, 6–4, 7–6(7–3)          |
| Ladies' Singles 2nd Round     | Garbiñe Muguruza [14]                         | Yanina Wickmayer                              | 6–2, 6–4                    |
| Gentlemen's Singles 2nd Round | Alexander Zverev [10]                         | Frances Tiafoe                                | 6–3, 6–4, 6–3               |

### Chủ nhật (9 tháng 7)
Theo truyền thống, Chủ Nhật giữa của giải là ngày nghỉ ngơi và không có trận đấu nào được diễn ra.

### Ngày thi đấu thứ 7 (10 tháng 7)
- Hạt giống bị loại:
  - Đơn nam:  Rafael Nadal [4],  Dominic Thiem [8],  Alexander Zverev [10],  Grigor Dimitrov [13],  Roberto Bautista Agut [18]
  - Đơn nữ:  Angelique Kerber [1],  Elina Svitolina [4],  Caroline Wozniacki [5],  Agnieszka Radwańska [9],  Caroline Garcia [21],  Ana Konjuh [27]
  - Đôi nam:  Ivan Dodig /  Marcel Granollers [6],  Raven Klaasen /  Rajeev Ram [7],  Florin Mergea /  Aisam-ul-Haq Qureshi [14]
  - Đôi nữ:  Tímea Babos /  Andrea Hlaváčková [4],  Lucie Hradecká /  Kateřina Siniaková [5],  Julia Görges /  Barbora Strýcová [7],  Kirsten Flipkens /  Sania Mirza [13],  Andreja Klepač /  María José Martínez Sánchez [15]
  - Đôi nam nữ:  Łukasz Kubot /  Chiêm Vịnh Nhiên [3],  Raven Klaasen /  Katarina Srebotnik [7][5][6]
- Lịch thi đấu Lưu trữ ngày 10 tháng 7 năm 2018 tại Wayback Machine

| Trận đấu trên sân chính       | Trận đấu trên sân chính                                                | Trận đấu trên sân chính                                                | Trận đấu trên sân chính       |
| Trận đấu trên Sân trung tâm   | Trận đấu trên Sân trung tâm                                            | Trận đấu trên Sân trung tâm                                            | Trận đấu trên Sân trung tâm   |
| Sự kiện                       | Người chiến thắng                                                      | Người thua cuộc                                                        | Tỷ số                         |
| ----------------------------- | ---------------------------------------------------------------------- | ---------------------------------------------------------------------- | ----------------------------- |
| Vòng bốn đơn nữ               | Venus Williams [10]                                                    | Ana Konjuh [27]                                                        | 6–3, 6–2                      |
| Vòng bốn đơn nam              | Andy Murray [1]                                                        | Benoît Paire                                                           | 7–6(7–1), 6–4, 6–4            |
| Vòng bốn đơn nam              | Roger Federer [3]                                                      | Grigor Dimitrov [13]                                                   | 6–4, 6–2, 6–4                 |
| Trận đấu trên Sân số 1        |                                                                        |                                                                        |                               |
| Sự kiện                       | Người chiến thắng                                                      | Người thua cuộc                                                        | Tỷ số                         |
| Ladies' Singles 4th Round     | Johanna Konta [6]                                                      | Caroline Garcia [21]                                                   | 7–6(7–3), 4–6, 6–4            |
| Gentlemen's Singles 4th Round | Gilles Müller [16]                                                     | Rafael Nadal [4]                                                       | 6–3, 6–4, 3–6, 4–6, 15–13     |
| Trận đấu trên sân số 2        |                                                                        |                                                                        |                               |
| Sự kiện                       | Người chiến thắng                                                      | Người thua cuộc                                                        | Tỷ số                         |
| Ladies' Singles 4th Round     | Garbiñe Muguruza [14]                                                  | Angelique Kerber [1]                                                   | 4–6, 6–4, 6–4                 |
| Ladies' Singles 4th Round     | Simona Halep [2]                                                       | Victoria Azarenka [PR]                                                 | 7–6(7–3), 6–2                 |
| Gentlemen's Singles 4th Round | Milos Raonic [5]                                                       | Alexander Zverev [10]                                                  | 4–6, 7–5, 4–6, 7–5, 6–1       |
| Trận đấu trên Sân số 3        |                                                                        |                                                                        |                               |
| Sự kiện                       | Người chiến thắng                                                      | Người thua cuộc                                                        | Tỷ số                         |
| Ladies' Singles 4th Round     | Svetlana Kuznetsova [7]                                                | Agnieszka Radwańska [9]                                                | 6–2, 6–4                      |
| Vòng bốn đơn nữ               | Coco Vandeweghe [24]                                                   | Caroline Wozniacki [5]                                                 | 7–6(7–4), 6–4                 |
| Vòng bốn đơn nam              | Tomáš Berdych [11]                                                     | Dominic Thiem [8]                                                      | 6–3, 6–7(1–7), 6–3, 3–6, 6–3  |
| Vòng ba đôi nam               | Marcus Daniell / Marcelo Demoliner vs. Ken Skupski / Neal Skupski [WC] | Marcus Daniell / Marcelo Demoliner vs. Ken Skupski / Neal Skupski [WC] | 6–7(3–7), 7–5, 6–7(7–9), nghỉ |

### Ngày thi đấu thứ 13 (16 tháng 7)
- Hạt giống bị loại:
  - Đơn nam:  Marin Čilić [7]
- lịch thi đấu ngày cuối cùng Lưu trữ ngày 15 tháng 7 năm 2018 tại Wayback Machine

| Matches on Main Courts      | Matches on Main Courts              | Matches on Main Courts              | Matches on Main Courts      |
| Trận đấu trên Sân trung tâm | Trận đấu trên Sân trung tâm         | Trận đấu trên Sân trung tâm         | Trận đấu trên Sân trung tâm |
| Sự kiện                     | Người chiến thắng                   | Người thua cuộc                     | Tỷ số                       |
| --------------------------- | ----------------------------------- | ----------------------------------- | --------------------------- |
| Chung kết đơn nam           | Roger Federer [3]                   | Marin Čilić [7]                     | 6–3, 6–1, 6–4               |
| Chung kết đôi nam nữ        | Jamie Murray [1] Martina Hingis [1] | Henri Kontinen Heather Watson       | 6–4, 6–4                    |
| Trận đấu trên sân số 1      |                                     |                                     |                             |
| Sự kiện                     | Người chiến thắng                   | Người thua cuộc                     | Tỷ số                       |
| Chung kết đôi nữ khách mời  | Cara Black Martina Navratilova      | Arantxa Sánchez Vicario Selima Sfar | 6–2, 4–6, [10–4]            |
| Chung kết đôi nam khách mời | Lleyton Hewitt Mark Philippoussis   | Justin Gimelstob Ross Hutchins      | 6–3, 6–3                    |

## Hạt giống đơn

### Đơn nam
Seeds are adjusted on a surface-based system to reflect more accurately the individual player's grass court achievement as per the following formula, which applies to the top 32 players according to the ATP Rankings on ngày 26 tháng 6 năm 2017:
- Take Entry System Position points at ngày 26 tháng 6 năm 2017.
- Add 100% points earned for all grass court tournaments in the past 12 months (ngày 26 tháng 6 năm 2016 – ngày 25 tháng 6 năm 2017).
- Add 75% points earned for best grass court tournament in the 12 months before that (ngày 26 tháng 6 năm 2015 – ngày 25 tháng 6 năm 2016).

Điểm và xếp hạng được công bố vào ngày 3 tháng 7 năm 2017. Bởi vì giải đấu diễn ra muộn hơn 1 tuần so với năm 2016, điểm bảo vệ bao gồm kết quả của cả 2016 Wimbledon Championships và các giải đấu trong tuần đến 11 tháng 7 năm 2016 (Hamburg, Newport và Båstad).
| Hạt giống | Xếp hạng | Tay vợt               | Points before | Điểm bảo vệ | Điểm thắng | Điểm sau thi đấu | Thực trạng                                          |
| --------- | -------- | --------------------- | ------------- | ----------- | ---------- | ---------------- | --------------------------------------------------- |
| 1         | 1        | Andy Murray           | 9,390         | 2,000       | 360        | 7,750            | Tứ kết thua Sam Querrey [24]                        |
| 2         | 4        | Novak Djokovic        | 6,055         | 90          | 360        | 6,325            | Tứ kết bỏ cuộc trước Tomáš Berdych [11]             |
| 3         | 5        | Roger Federer         | 5,265         | 720         | 2,000      | 6,545            | Vô địch, đánh bại Marin Čilić [7]                   |
| 4         | 2        | Rafael Nadal          | 7,285         | 0           | 180        | 7,465            | Fourth round lost to Gilles Müller [16]             |
| 5         | 3        | Stan Wawrinka         | 6,175         | 45          | 10         | 6,140            | First round lost to Daniil Medvedev                 |
| 6         | 7        | Milos Raonic          | 4,150         | 1,200       | 360        | 3,310            | Quarterfinals lost to Roger Federer [3]             |
| 7         | 6        | Marin Čilić           | 4,235         | 360         | 1,200      | 5,075            | Á quân, thua trận chung kết trước Roger Federer [3] |
| 8         | 8        | Dominic Thiem         | 3,895         | 45          | 180        | 4,030            | Fourth round lost to Tomáš Berdych [11]             |
| 9         | 9        | Kei Nishikori         | 3,830         | 180         | 90         | 3,740            | Third round lost to Roberto Bautista Agut [18]      |
| 10        | 12       | Alexander Zverev      | 3,070         | 90          | 180        | 3,160            | Fourth round lost to Milos Raonic [6]               |
| 11        | 15       | Tomáš Berdych         | 2,570         | 720         | 720        | 2,570            | Semifinals lost to Roger Federer [3]                |
| 12        | 10       | Jo-Wilfried Tsonga    | 3,075         | 360         | 90         | 2,805            | Third round lost to Sam Querrey [24]                |
| 13        | 11       | Grigor Dimitrov       | 3,070         | 90          | 180        | 3,160            | Fourth round lost to Roger Federer [3]              |
| 14        | 16       | Lucas Pouille         | 2,570         | 360         | 45         | 2,255            | Second round lost to Jerzy Janowicz [PR]            |
| 15        | 14       | Gaël Monfils          | 2,695         | 10          | 90         | 2,775            | Third round lost to Adrian Mannarino                |
| 16        | 26       | Gilles Müller         | 1,675         | 45+150      | 360+45     | 1,885            | Quarterfinals lost to Marin Čilić [7]               |
| 17        | 18       | Jack Sock             | 2,335         | 90          | 45         | 2,290            | Second round lost to Sebastian Ofner [Q]            |
| 18        | 19       | Roberto Bautista Agut | 2,155         | 90          | 180        | 2,245            | Fourth round lost to Marin Čilić [7]                |
| 19        | 25       | Feliciano López       | 1,675         | 90          | 10         | 1,595            | First round retired against Adrian Mannarino        |
| 20        | 20       | Nick Kyrgios          | 2,110         | 180         | 10         | 1,940            | First round retired against Pierre-Hugues Herbert   |
| 21        | 23       | Ivo Karlović          | 1,835         | 45+250      | 10+45      | 1,595            | First round lost to Aljaž Bedene                    |
| 22        | 27       | Richard Gasquet       | 1,560         | 180         | 10         | 1,390            | First round lost to David Ferrer                    |
| 23        | 21       | John Isner            | 1,930         | 90          | 45         | 1,885            | Second round lost to Dudi Sela                      |
| 24        | 28       | Sam Querrey           | 1,495         | 360         | 720        | 1,855            | Semifinals lost to Marin Čilić [7]                  |
| 25        | 22       | Albert Ramos Viñolas  | 1,885         | 90+250      | 90+90      | 1,725            | Third round lost to Milos Raonic [6]                |
| 26        | 31       | Steve Johnson         | 1,395         | 180         | 90         | 1,305            | Third round lost to Marin Čilić [7]                 |
| 27        | 30       | Mischa Zverev         | 1,396         | (25)        | 90         | 1,461            | Third round lost to Roger Federer [3]               |
| 28        | 29       | Fabio Fognini         | 1,430         | 45          | 90         | 1,475            | Third round lost to Andy Murray [1]                 |
| 29        | 32       | Juan Martín del Potro | 1,325         | 90          | 45         | 1,280            | Second round lost to Ernests Gulbis [PR]            |
| 30        | 34       | Karen Khachanov       | 1,176         | 16+10       | 90+9       | 1,249            | Third round lost to Rafael Nadal [4]                |
| 31        | 35       | Fernando Verdasco     | 1,175         | 10+150      | 10+45      | 1,070            | First round lost to Kevin Anderson                  |
| 32        | 33       | Paolo Lorenzi         | 1,188         | 10          | 45         | 1,223            | Second round lost to Jared Donaldson                |

#### Tay vợt rút lui khỏi giải đấu
| Xếp hạng | Tay vợt             | Điểm trước khi thi đấu | Điểm bảo vệ | Điểm sau khi thi đấu | Lý do chấn thương            |
| -------- | ------------------- | ---------------------- | ----------- | -------------------- | ---------------------------- |
| 13       | David Goffin        | 2,785                  | 180         | 2,605                | Chấn thương mắt cá           |
| 17       | Pablo Carreño Busta | 2,360                  | 10          | 2,350                | Abdominal injury             |
| 24       | Pablo Cuevas        | 1,735                  | 10+300      | 1,425                | Chấn thương đầu gối bên phải |

### Đơn nữ
Seeds are based on the WTA rankings as of ngày 26 tháng 6 năm 2017.
Rank and points before are as of ngày 3 tháng 7 năm 2017. Because the tournament takes place one week later than in 2016, points defending includes results from both the 2016 Wimbledon Championships and the tournaments from the week of ngày 11 tháng 7 năm 2016 (Bucharest và Gstaad).
| Hạt giống | Xếp hạng | Tay vợt                  | Điểm trước khi thi đấu | Điểm bảo vệ | Điểm thắng | Điểm sau thi đấu | Thực trạng                                      |
| --------- | -------- | ------------------------ | ---------------------- | ----------- | ---------- | ---------------- | ----------------------------------------------- |
| 1         | 1        | Angelique Kerber         | 7,035                  | 1,300       | 240        | 5,975            | Fourth round lost to Garbiñe Muguruza [14]      |
| 2         | 2        | Simona Halep             | 6,920                  | 430+280     | 430+30     | 6,670            | Quarterfinals lost to Johanna Konta [6]         |
| 3         | 3        | Karolína Plíšková        | 6,855                  | 70          | 70         | 6,855            | Second round lost to Magdaléna Rybáriková [PR]  |
| 4         | 5        | Elina Svitolina          | 4,765                  | 70          | 240        | 4,935            | Fourth round lost to Jeļena Ostapenko [13]      |
| 5         | 6        | Caroline Wozniacki       | 4,550                  | 10          | 240        | 4,780            | Fourth round lost to Coco Vandeweghe [24]       |
| 6         | 7        | Johanna Konta            | 4,400                  | 70          | 780        | 5,110            | Semifinals lost to Venus Williams [10]          |
| 7         | 8        | Svetlana Kuznetsova      | 4,310                  | 240         | 430        | 4,500            | Quarterfinals lost to Garbiñe Muguruza [14]     |
| 8         | 9        | Dominika Cibulková       | 4,010                  | 430         | 130        | 3,710            | Third round lost to Ana Konjuh [27]             |
| 9         | 10       | Agnieszka Radwańska      | 3,985                  | 240         | 240        | 3,985            | Fourth round lost to Svetlana Kuznetsova [7]    |
| 10        | 11       | Venus Williams           | 3,941                  | 780         | 1,300      | 4,461            | Runner-up, lost to Garbiñe Muguruza [14]        |
| 11        | 12       | Petra Kvitová            | 3,135                  | 70          | 70         | 3,135            | Second round lost to Madison Brengle            |
| 12        | 14       | Kristina Mladenovic      | 3,095                  | 10          | 70         | 3,155            | Second round lost to Alison Riske               |
| 13        | 13       | Jeļena Ostapenko         | 3,110                  | 10          | 430        | 3,530            | Quarterfinals lost to Venus Williams [10]       |
| 14        | 15       | Garbiñe Muguruza         | 3,060                  | 70          | 2,000      | 4,990            | Champion, defeated Venus Williams [10]          |
| 15        | 16       | Elena Vesnina            | 2,831                  | 780         | 70         | 2,121            | Second round lost to Victoria Azarenka [PR]     |
| 16        | 17       | Anastasia Pavlyuchenkova | 2,580                  | 430         | 10         | 2,160            | First round lost to Arina Rodionova [Q]         |
| 17        | 18       | Madison Keys             | 2,523                  | 240         | 70         | 2,353            | Second round lost to Camila Giorgi              |
| 18        | 19       | Anastasija Sevastova     | 2,325                  | 10+180      | 70+30      | 2,235            | Second round lost to Heather Watson [WC]        |
| 19        | 20       | Timea Bacsinszky         | 1,873                  | 130+110     | 130+1      | 1,764            | Third round lost to Agnieszka Radwańska [9]     |
| 20        | 21       | Daria Gavrilova          | 1,800                  | 70          | 10         | 1,740            | First round lost to Petra Martić [Q]            |
| 21        | 22       | Caroline Garcia          | 1,785                  | 70          | 240        | 1,955            | Fourth round lost to Johanna Konta [6]          |
| 22        | 23       | Barbora Strýcová         | 1,785                  | 130         | 70         | 1,725            | Second round lost to Naomi Osaka                |
| 23        | 24       | Kiki Bertens             | 1,685                  | 130+180     | 10+1       | 1,386            | First round lost to Sorana Cîrstea              |
| 24        | 25       | Coco Vandeweghe          | 1,658                  | 240         | 430        | 1,848            | Quarterfinals lost to Magdaléna Rybáriková [PR] |
| 25        | 27       | Carla Suárez Navarro     | 1,645                  | 240         | 70         | 1,475            | Second round lost to Peng Shuai                 |
| 26        | 28       | Mirjana Lučić-Baroni     | 1,632                  | 10          | 10         | 1,632            | First round lost to Carina Witthöft             |
| 27        | 29       | Ana Konjuh               | 1,615                  | 70          | 240        | 1,785            | Fourth round lost to Venus Williams [10]        |
| 28        | 26       | Lauren Davis             | 1,646                  | (55)        | 10         | 1,601            | First round lost to Varvara Lepchenko           |
| 29        | 30       | Daria Kasatkina          | 1,580                  | 130         | 70         | 1,520            | Second round lost to Anett Kontaveit            |
| 30        | 31       | Zhang Shuai              | 1,550                  | 10          | 10         | 1,550            | First round lost to Viktorija Golubic           |
| 31        | 33       | Roberta Vinci            | 1,495                  | 130         | 10         | 1,375            | First round lost to Kristýna Plíšková           |
| 32        | 34       | Lucie Šafářová           | 1,450                  | 240         | 70         | 1,280            | Second round lost to Shelby Rogers              |

#### Tay vợt rút lui khỏi giải đấu
| Xếp hạng | Tay vợt         | Điểm trước khi thi đấu | Điểm bảo vệ | Điểm thắng | Điểm sau khi thi đấu | Lý do chấn thương                       |
| -------- | --------------- | ---------------------- | ----------- | ---------- | -------------------- | --------------------------------------- |
| 4        | Serena Williams | 4,810                  | 2,000       | 0          | 2,810                | Pregnancy                               |
| 32       | Laura Siegemund | 1,500                  | 10+110      | 0+1        | 1,381                | Knee injury (cruciate ligament rupture) |

## Hạt giống đôi
| Đội                   | Đội                    | Xếp hạng 1 | Hạt giống |
| --------------------- | ---------------------- | ---------- | --------- |
| Henri Kontinen        | John Peers             | 3          | 1         |
| Pierre-Hugues Herbert | Nicolas Mahut          | 11         | 2         |
| Jamie Murray          | Bruno Soares           | 11         | 3         |
| Łukasz Kubot          | Marcelo Melo           | 11         | 4         |
| Bob Bryan             | Mike Bryan             | 18         | 5         |
| Ivan Dodig            | Marcel Granollers      | 25         | 6         |
| Raven Klaasen         | Rajeev Ram             | 25         | 7         |
| Rohan Bopanna         | Édouard Roger-Vasselin | 37         | 8         |
| Jean-Julien Rojer     | Horia Tecău            | 42         | 9         |
| Ryan Harrison         | Michael Venus          | 45         | 10        |
| Feliciano López       | Marc López             | 48         | 11        |
| Juan Sebastián Cabal  | Robert Farah           | 48         | 12        |
| Fabrice Martin        | Daniel Nestor          | 60         | 13        |
| Florin Mergea         | Aisam-ul-Haq Qureshi   | 65         | 14        |
| Julio Peralta         | Horacio Zeballos       | 68         | 15        |
| Oliver Marach         | Mate Pavić             | 72         | 16        |

| Đội                   | Đội                         | Xếp hạng1 | Hạy giống |
| --------------------- | --------------------------- | --------- | --------- |
| Bethanie Mattek-Sands | Lucie Šafářová              | 3         | 1         |
| Ekaterina Makarova    | Elena Vesnina               | 8         | 2         |
| Chiêm Vịnh Nhiên      | Martina Hingis              | 9         | 3         |
| Tímea Babos           | Andrea Hlaváčková           | 19        | 4         |
| Lucie Hradecká        | Kateřina Siniaková          | 31        | 5         |
| Abigail Spears        | Katarina Srebotnik          | 40        | 6         |
| Julia Görges          | Barbora Strýcová            | 41        | 7         |
| Ashleigh Barty        | Casey Dellacqua             | 41        | 8         |
| Chiêm Hạo Tình        | Monica Niculescu            | 44        | 9         |
| Gabriela Dabrowski    | Xu Yifan                    | 47        | 10        |
| Raquel Atawo          | Jeļena Ostapenko            | 49        | 11        |
| Anna-Lena Grönefeld   | Květa Peschke               | 56        | 12        |
| Kirsten Flipkens      | Sania Mirza                 | 57        | 13        |
| Kiki Bertens          | Johanna Larsson             | 61        | 14        |
| Andreja Klepač        | María José Martínez Sánchez | 63        | 15        |
| Eri Hozumi            | Miyu Kato                   | 77        | 16        |

### Đôi nam nữ
| Đội                    | Đội                 | Xếp hạng1 | Hạt giống |
| ---------------------- | ------------------- | --------- | --------- |
| Jamie Murray           | Martina Hingis      | 8         | 1         |
| Bruno Soares           | Elena Vesnina       | 10        | 2         |
| Łukasz Kubot           | Chiêm Vịnh Nhiên    | 14        | 3         |
| Ivan Dodig             | Sania Mirza         | 18        | 4         |
| Édouard Roger-Vasselin | Andrea Hlaváčková   | 24        | 5         |
| Rajeev Ram             | Casey Dellacqua     | 32        | 6         |
| Raven Klaasen          | Katarina Srebotnik  | 34        | 7         |
| Jean-Julien Rojer      | Chiêm Hạo Tình      | 43        | 8         |
| Juan Sebastián Cabal   | Abigail Spears      | 43        | 9         |
| Rohan Bopanna          | Gabriela Dabrowski  | 44        | 10        |
| Daniel Nestor          | Andreja Klepač      | 46        | 11        |
| Max Mirnyi             | Ekaterina Makarova  | 50        | 12        |
| Aisam-ul-Haq Qureshi   | Anna-Lena Grönefeld | 52        | 13        |
| Marcin Matkowski       | Květa Peschke       | 68        | 14        |
| Michael Venus          | Barbora Krejčiková  | 71        | 15        |
| Roman Jebavý           | Lucie Hradecká      | 79        | 16        |

- 1 Bảng xếp hạng là vào ngày 3 tháng 7 năm 2017.

## Nhà vô địch

### Chuyên nghiệp

#### Đơn nam
- Roger Federer đánh bại  Marin Čilić, 6–3, 6–1, 6–4

#### Đơn nữ
- Garbiñe Muguruza dánh bại  Venus Williams, 7–5, 6–0

#### Đôi nam
- Łukasz Kubot /  Marcelo Melo def.  Oliver Marach /  Mate Pavić, 5–7, 7–5, 7–6(7–2), 3–6, 13–11

#### Đôi nữ
- Ekaterina Makarova /  Elena Vesnina def.  Chiêm Hạo Tình /  Monica Niculescu, 6–0, 6–0

#### Đôi hỗn hợp
- Jamie Murray /  Martina Hingis def.  Henri Kontinen /  Heather Watson, 6–4, 6–4

### Trẻ

#### Đơn nam trẻ
- Alejandro Davidovich Fokina def.  Axel Geller, 7-6(7-2), 6-3

#### Đơn nữ trẻ
- Claire Liu def.  Ann Li, 6-2, 5-7, 6-2

#### Đôi nam trẻ
- Axel Geller /  Hsu Yu-hsiou def.  Jurij Rodionov /  Michael Vrbenský, 6-4, 6-4

#### Đôi nữ trẻ
- Olga Danilović /  Kaja Juvan def.  Caty McNally /  Whitney Osuigwe, 6-4, 6-3

### Khách mời

#### Đôi nam khách mời
- Lleyton Hewitt /  Mark Philippoussis vs.  Justin Gimelstob /  Ross Hutchins, 6-3, 6-3

#### Đôi nữ khách mời
- Cara Black /  Martina Navratilova vs.  Arantxa Sánchez Vicario /  Selima Sfar, 6-2, 4-6, [10-4]

#### Đôi huyền thoại
- Jacco Eltingh /  Paul Haarhuis def.  Richard Krajicek /  Mark Petchey, 4-6, 6-3, [10-6]

### Giải xe lăn

#### Đơn nam xe lăn
- Stefan Olsson def.  Gustavo Fernández, 7-5, 3-6, 7-5

#### Đơn nữ xe lăn
- Diede de Groot def.  Sabine Ellerbrock, 6-0, 6-4

#### Đôi nam xe lăn
- Alfie Hewett /  Gordon Reid def.  Stéphane Houdet /  Nicolas Peifer, 6-7(5-7), 7-5, 7-6(7-3)

#### Đôi nữ xe lăn
- Yui Kamiji /  Jordanne Whiley def.  Marjolein Buis /  Diede de Groot, 2-6, 6-3, 6-0

## Đặc cách dự vòng đấu chính
Những tay vợt sau đây sẽ được đặc cách tham gia giải đấu chính dựa trên lựa chọn nội bộ và sự thể hiện trong thời gian gần đây.
| - Márton Fucsovics - Tommy Haas - Brydan Klein - Cameron Norrie - Denis Shapovalov - James Ward | - Katie Boulter - Naomi Broady - Zarina Diyas - Bethanie Mattek-Sands - Laura Robson - Heather Watson |

| - Jay Clarke / Marcus Willis - Scott Clayton / Jonny O'Mara - Brydan Klein / Joe Salisbury - Thanasi Kokkinakis / Jordan Thompson - Ken Skupski / Neal Skupski | - Katie Boulter / Katie Swan - Harriet Dart / Katy Dunne - Jocelyn Rae / Laura Robson |

### Đôi nam nữ
- Liam Broady /  Naomi Broady
- Dominic Inglot /  Laura Robson
- Joe Salisbury /  Katy Dunne
- Ken Skupski /  Jocelyn Rae
- Neal Skupski /  Anna Smith

## Vòng loại
Giải đấu vòng loại diễn ra ở Trung tâm thể thao Bank of England, Roehampton từ ngày 26–29 tháng 6 năm 2017.
| Vòng loại đơn nam 1. Simone Bolelli 2. Stefanos Tsitsipas 3. Taylor Fritz 4. Peter Gojowczyk 5. Andrey Rublev 6. Alexander Ward 7. Andrew Whittington 8. Lukáš Rosol 9. Illya Marchenko 10. Daniel Brands 11. Sergiy Stakhovsky 12. Ruben Bemelmans 13. Christian Garin 14. Sebastian Ofner 15. Stefano Travaglia 16. Nicolás Jarry Lucky Losers 1. Alexander Bublik | Vòng loại đơn nữ 1. Petra Martić 2. Alison Van Uytvanck 3. Ons Jabeur 4. Françoise Abanda 5. Anna Blinkova 6. Aryna Sabalenka 7. Anastasia Potapova 8. Irina Falconi 9. Polona Hercog 10. Bianca Andreescu 11. Arina Rodionova 12. Marina Erakovic |

| Vòng loại đôi nam 1. Johan Brunström / Andreas Siljeström 2. Kevin Krawietz / Igor Zelenay 3. Hugo Nys / Antonio Šančić 4. Hsieh Cheng-peng / Max Schnur | Vòng loài đôi nữ 1. Natela Dzalamidze / Veronika Kudermetova 2. Paula Kania / Nina Stojanović 3. Monique Adamczak / Storm Sanders 4. İpek Soylu / Varatchaya Wongteanchai |

## Rút lui
Các tay vợt sau đây được tham dự vòng đấu chính thức, nhưng đã rút lui vì chấn thương hoặc vì lý do cá nhân.
| Đơn nam - Nicolás Almagro →thay thế bởi Ernests Gulbis - Pablo Carreño Busta →thay thế bởi Facundo Bagnis - Pablo Cuevas →thay thế bởi Alexander Bublik - Chung Hyeon →thay thế bởi Marco Cecchinato - Dan Evans →thay thế bởi Henri Laaksonen - David Goffin →thay thế bởi Evgeny Donskoy - Yoshihito Nishioka →thay thế bởi Dudi Sela | Đơn nữ - Vania King →thay thế bởi Ana Bogdan - Yaroslava Shvedova →thay thế bởi Magdaléna Rybáriková - Laura Siegemund →thay thế bởi Danka Kovinić - Samantha Stosur →thay thế bởi Hsieh Su-wei - Ajla Tomljanović →thay thế bởi Chang Kai-chen - Serena Williams →thay thế bởi Richèl Hogenkamp |

## Bỏ cuộc
| Đơn nam - Steve Darcis - Novak Djokovic - Alexandr Dolgopolov - Denis Istomin - Martin Kližan - Nick Kyrgios - Feliciano López - Dudi Sela - Janko Tipsarević - Viktor Troicki | Đơn nữ - Bethanie Mattek-Sands - Anastasia Potapova |